# Adrien Barrère
Adrien Barrère, pseudónimo de Adrien Albert Athanase Baneux (París, 1874 – París, 1931) fue un popular pintor y cartelista francés. Trabajó en la capital francesa durante la Belle Époque y el período de Entreguerras, y diseñó gran parte de los carteles para los cines y teatros parisinos, en especial los del teatro Grand Guignol. Su colaboración con la primitiva productora Pathé fue muy aplaudida y célebre. Pintó más de 200 carteles para la productora cinematográfica francesa.

## Biografía

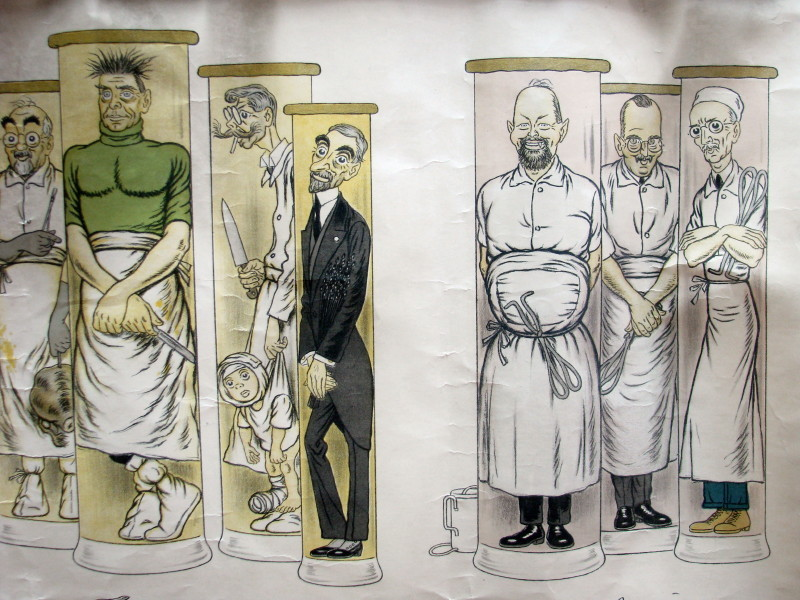
Profesores de la Facultad de Medicina de París como si fueran muestras de laboratorio.

Después de intentar estudios de Derecho y Medicina, Barrère se inclinó por la ilustración y particularmente por el arte de la caricatura, para el que estaba excepcionalmente dotado. Diseñó gran número de carteles para los estrenos en los cines parisienses, así como magníficos guiñoles. Colaboró con la revista Fantasio desde su fundación, en 1906. También fueron famosas sus caricaturas de parlamentarios y personalidades políticas.
Su cartel de 1904 con caricaturas de los profesores de la Facultad de Medicina de la Universidad de París, cuyo original está expuesto en la Universidad de Ruan (tamaño 72 x 116 cm), fue muy popular en la época. Se llegaron a imprimir más de 420 000 copias en diferentes versiones.

## Pathé
Su colaboración con Pathé fue muy prolífica, como su famoso cartel titulado "Tous y mènent leurs enfants". En 1912, Le Courrier Cinématographique, una revista corporativa, lo describió como "el hombre del momento de Pathé y diseñador de más de doscientos carteles de brío e imaginación desenfrenada". Barrère hizo crónica social y caricaturizó a los artistas de ese período histórico en París, adoptando un enfoque más amable que el de Toulouse-Lautrec.

## Estilo
Sus carteles para cine y teatro han sido de interés para cinéfilos y estudios teatrales y, como tales, han recibido una atención crítica:

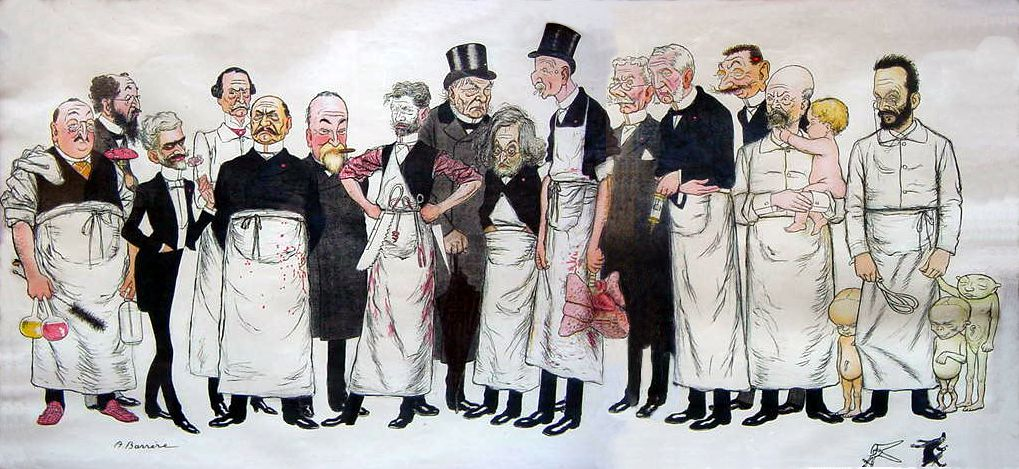
Profesores de la Facultad de Medicina de la Universidad de París (1904), caricatura por Adrien Barrère: de izquierda a derecha André Chantemesse (1851–1919) Georges Pouchet (1833–1894) Paul Poirier (1853–1907) Paul Georges Dieulafoy (1839–1911) Georges Maurice Debove (1845–1920) Paul Brouardel (1837–1906) Samuel Jean de Pozzi (1846–1918) Paul Jules Tillaux (1834–1904) Georges Hayem (1841–1933) Victor André Cornil (1837–1908) Paul Berger (1845-1908) Jean Casimir Félix Guyon (1831–1920) Pierre-Emile Launois (1856–1914) Adolphe Pinard (1844–1934) Pierre-Constante Budin (1846–1907)

La preparación y organización de sus carteles, así como el estilo de los mismos (...) nos llevan a otra dimensión, que es la de la Historia del arte. A veces, sus dibujos se aproximan a un cierto naturalismo (...) otras veces, se caracterizan por su estilización geométrica, cercana a la vanguardia, (...) siempre en un estilo estético moderno (...) A menudo, también la iconografía y su tratamiento asemeja la de las formas tradicionales de imágenes en áreas planas y la "línea clara", arriesgando poco, como si arriesgar fuera otro anacronismo. Adrien Barrère, el artista del cartel más famoso de Pathé, y E. Villefroy, el de Gaumont, están del lado de estas "viejas imágenes". Todavía hay marcas muy visibles del tiempo sintético de las pinturas de batalla y panoramas del  XIX (...) las viejas formas de alegoría y símbolo (...) una instantánea, copiada de un fotograma de la película.
François Amy de la Bretèque.

.